# Horst-Peter Becker
Horst-Peter Becker (* 7. November 1956 in Troisdorf) ist ein Generalarzt a. D. des Heeres der Bundeswehr. In seiner letzten Verwendung war er Kommandeur und Ärztlicher Direktor des Bundeswehrkrankenhauses Berlin. Aktuell ist er der Chefredakteur der Wehrmedizinischen Monatsschrift.

## Militärischer Werdegang
Becker trat 1975 als Grundwehrdienstleistender beim Transportbataillon 370 in Hermeskeil bei der Transporttruppe des Heeres in die Bundeswehr ein. Dort absolvierte er bis 1977 die Ausbildung zum Reserveoffizieranwärter. Im Jahr 1977 wechselte er als Sanitätsoffizier-Anwärter in die Laufbahn der Offiziere des Sanitätsdienstes und absolvierte bis 1984 das Studium der Medizin an der Universität zu Köln. Nach Abschluss des Studiums nahm er 1984 am Bundeswehrkrankenhaus Ulm die Weiterbildung zum Facharzt für Chirurgie auf. Von 1988 bis 1989 war er bei der Panzerbrigade 28 in Dornstadt als Truppenarzt eingesetzt. Nach seiner Rückkehr an das Bundeswehrkrankenhaus Ulm als Assistenzarzt führte er dort seine Weiterbildung fort und schloss diese 1992 als Facharzt für Chirurgie ab. Von 1992 bis 1996 wurde er als Oberarzt eingesetzt und absolvierte die ärztliche Weiterbildung für Viszeralchirurgie. Danach wurde er in der Abteilung II Chirurgie von 1996 bis 1999 als Leitender Oberarzt eingesetzt und schließlich von 1999 bis 2011 als Abteilungsleiter II der Klinik für Allgemein-, Viszeral- und Thoraxchirurgie im Bundeswehrzentralkrankenhaus Koblenz. Im Jahre 2002 wurde Becker außerplanmäßigen Professor für Chirurgie an der Universität Mainz ernannt. Von 2011 bis 2012 war Becker im Sanitätsführungskommando, Abteilungsleiter Bundeswehrkrankenhäuser, bzw. nach Umgliederung seit 1. Oktober 2012 Abteilungsleiter C (Krankenhausmanagement, Management Gesundheitseinrichtungen) im Kommando Sanitätsdienst der Bundeswehr in Koblenz. Es folgte eine Verwendung als Stellvertretender Kommandeur und Ärztlicher Direktor im Bundeswehrkrankenhaus Ulm von 2014 bis 2019.

### Dienst als General
Seit Oktober 2019 war Becker Kommandeur und Ärztlicher Direktor des Bundeswehrkrankenhaus Berlin. Auf diesem Dienstposten wurde er zum Generalarzt befördert. Ende März 2022 trat Becker in den Ruhestand.

### Sonstiges
Becker ist Facharzt für Allgemeine Chirurgie und Viszeralchirurgie mit der Zusatzbezeichnung spezielle Viszeralchirurgie. Des Weiteren hat er einen Studienabschluss als Gesundheitsökonom der EBS Universität für Wirtschaft und Recht in Wiesbaden.

### Auslandseinsätze
- 1995 United Nations Protection Force, Trogir, Kroatien
- 1998 SFOR, Feldlager Rajlovac, Bosnien und Herzegowina
- 2002 KFOR, Erebino, Mazedonien
- 2006 SFOR, Rajlovac, Bosnien
- 2007 ISAF, Kundus, Afghanistan
- 2010 ISAF, Masar-e Scharif, Afghanistan

### Auszeichnungen
- 1995 Einsatzmedaille der Bundeswehr UNPF
- 1995 Paul-Schürmann-Preis der Deutschen Gesellschaft für Wehrmedizin und Wehrpharmazie
- 1995 Innovationspreis der Deutschen Gesellschaft für Unfallchirurgie
- 1998 Einsatzmedaille der Bundeswehr IFOR
- 2002 Einsatzmedaille der Bundeswehr KFOR
- 2003 Order of Merit (USA)
- 2006 Einsatzmedaille der Bundeswehr SFOR
- 2007 Einsatzmedaille der Bundeswehr ISAF
- 2007 Michael DeBakey Award of International Military Surgery
- 2010 NATO-Medaille ISAF
- 2014 Ehrenkreuz der Bundeswehr in Gold

## Werdegang außerhalb der Bundeswehr
Im September 2022 übernahm Becker den Posten des Chefredakteurs der Wehrmedizinischen Monatsschrift.